# Studio Box 2008
Studio Box 2008 è una raccolta di album ufficiale dei Subsonica.
L'interno contiene tutti gli album del gruppo dal 1997 al 2005 salvo i live Coi piedi sul palco - EP, Controllo del livello di rombo, Terrestre live e varie altre disfunzioni.
I CD hanno tutti una loro confezione in cartoncino con la copertina delle custodie originali, insieme a loro è stato inserito un mini album con copertina bianca chiamato r.m.x.s, contenente remix apparsi nei precedenti singoli come Liberi tutti (Subsonica Remix) (apparso anche nel best of non ufficiale SUBurbani) e U.F.O (apparso anche nel vinile lacerba).
Il cd r.m.x.s è un'esclusiva per questa raccolta.

## Tracce di r.m.x.s
1. Nuvole rapide (hard times dub) (5.44) apparso nel singolo nuvole rapide
2. Nuova ossessione (Remix radio edit) (3.45) apparso nel singolo mammifero
3. Questo domani (remix) (5.27) apparso nel singolo L'errore
4. L'errore (Roller Inc. (6.16) apparso nel singolo L'errore
5. U.F.O Subsonica version (6.01) apparso nel singolo Colpo di pistola
6. Liberi tutti (Subsonica Remix) (4.12) apparso nel singolo Liberi tutti
7. Preso blu (Remix long version) (5.02) apparso nel singolo Preso blu
8. Salto nel vuoto (remix) (3.57) apparso nel singolo salto nel vuoto del doppio album live e studio Terrestre live e varie altre disfunzioni

## Formazione
- Samuel - voce principale
- Max - voce e chitarra
- Boosta - voce e tastiere
- Ninja - batteria
- Vicio - basso